# Clavija umbrosa
Clavija umbrosa là một loài thực vật có hoa trong họ Anh thảo. Loài này được (Linden) Regel mô tả khoa học đầu tiên năm 1868.